# 越前松岡藩
松岡藩（まつおかはん）は、越前国（現在の福井県吉田郡永平寺町松岡）に存在した藩。藩庁は松岡館。

## 福井本藩の後継者争い
正保2年（1645年）、時の福井藩主・松平忠昌（結城秀康の子）が死去し、その跡を嫡子だが次男の松平光通が継いだ。このとき、光通は弟の松平昌親に2万5000石を分与（吉江藩）し、同じく兄である松平昌勝に5万石を分与した。この昌勝に分与した5万石により、松岡藩が成立した。忠昌・光通の死後の越前松平家福井藩では家督争いが続き、これにより福井藩は次第に所領を削られていったが、藩内を大混乱に陥れたこの騒動の原因に光通と昌勝の兄弟関係が挙げられる。昌勝と光通は共に寛永13年（1636年）生まれであるが、昌勝は3月、光通は7月生まれであり、昌勝は光通の兄に当たる。にもかかわらず兄の昌勝が藩主となれなかったのは、昌勝は妾腹の子であり、光通は正室の子であるという理由からであった。
延宝2年（1674年）、光通が死去した後、遺言により兄の昌勝を差し置いて、さらに弟の昌親が後を継いだ。このときいまだ嗣子のなかった昌親は昌勝の長男である松平綱昌を養嗣子として迎えた。だが、これらの措置に不満を持つ福井藩家臣団の対立が激しく、延宝4年（1676年）には早々に“兄の子”の綱昌に家督を譲っている。ところが貞享3年（1686年）、綱昌は病気や不行跡を理由として、幕命により福井藩は一旦改易の指示が出たが、福井藩は結城秀康を藩祖とする名族であったため、昌親が吉品と改名して再び藩主となることで存続されることとなった。しかし、やはり吉品には嗣子が無かったため、元禄14年（1701年）に昌勝の六男・松平吉邦を養子として迎え、宝永7年（1710年）の吉品の隠居により、家督を継いで藩主となっている。
一方、松岡藩の初代藩主・昌勝は元禄6年（1693年）に死去し、その跡を三男の昌平が継いだ。しかし、享保6年（1721年）に本家を継いでいた吉邦が没すると、遺命により昌平が本家の家督を継いで福井藩主となり、将軍徳川吉宗から一字を拝領し「宗昌」と名乗った。松岡藩は廃藩となり、その所領は福井藩に併合された。

## 歴代藩主
松平（越前）家
5万石 親藩
1. 昌勝
2. 昌平